# سروال بتيالة

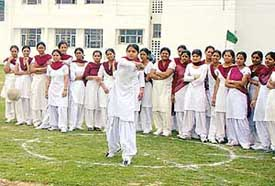
فتيات المدرسة مرتديات سراويل بتيالة.

سروال بتيالة هو نوع من السراويل النسائية التي يعود أصلها إلى مدينة بتيالة في ولاية البنجاب شمال الهند. ارتدى ملك بتيالة في أوقات سابقة سروال بتيالة جزءً من البذلة الملكية. لم يعد الرجال يرتدون هذا السروال، ولكنه تحول بقصات وتصميمات جديدة إلى لباس نسائي.
تفضل معظم نساء البنجاب ومناطق أخرى من شمال الهند سراويل بتيالة من أجل الراحة والمتانة في الصيف. نظرًا لأن سروال بتيالة فضفاض جداً ومُخيط بطيات، فهو لباس مريح جداً. وتتمثل السمة المميزة له في ثنيات القماش المخيطة ببعضها والتي تلتقي في الأسفل. تدلي طيات سروال بتيالة يعطي تأثير لف جميل.

## ما يلبس فوقه
يمكن ارتداء سروال بتيالة مع أنواع مختلفة من القمصان القصيرة والطويلة. في الوقت الحاضر، ترتدي بعض الفتيات قميص قصير الكم لإضفاء مظهر آسيوي وغربي مختلط. الأكثر شعبية وتقليدية هو ارتداء قميص قصير مع سروال بتيالة.

## طالع المزيد
- سروال
- سروال وقميص